# مدغشقر مجيد (فلم)
مدغشقر مجيد (بالإنجليزية: Merry Madagascar) هو فِلم خاص قصير من سلسلة أفلام مدغشقر لعيد الميلاد وقد تم عرضه في قناة NBC بتاريخ 17 نوفمبر 2009، تظهر قصة الفِلم بين الجزء الأول والثاني من سلسلة أفلام مدغشقر ويُصنَّف الفِلم على أنه فِلم كوميديا ومغامرات.

## وصلات خارجية
- مقالات تستعمل روابط فنية بلا صلة مع ويكي بيانات

1. ↑  "معلومات عن مدغشقر مجيد (فيلم) على موقع themoviedb.org". themoviedb.org. مؤرشف من الأصل في 2014-09-09.
2. ↑  "معلومات عن مدغشقر مجيد (فيلم) على موقع imdb.com". imdb.com. مؤرشف من الأصل في 2022-09-23.
3. ↑  "معلومات عن مدغشقر مجيد (فيلم) على موقع letterboxd.com". letterboxd.com. مؤرشف من الأصل في 2022-01-27.